# Стенли куп плејоф 2008.
Стенли куп плејоф Националне хокејашке лиге (НХЛ) који је одигран 2008. године почео је 9. априла а завршио 4. јуна победом Детроит ред вингса над Питсбург пенгвинсима, резултатом 4-2 у финалној серији. Овим тријумфом, Детроит ред вингси стигли су до свог једанаестог Стенлијевог трофеја у овом такмичењу.
Шеснаест тимова који су се пласирали у плејоф, по осам из обе дивизије, играли су елиминаторни турнир у серијама на четири добијене утакмице кроз четири фазе такмичења (четвртфинале конференције, полуфинале конференције, финале конференције и Стенли куп финале). Овај формат се примењује од плејофа 1999. године.
Бафало сејберси су постали други клуб у историји који није успео да се пласира у плејоф након што су сезону раније освојили Президентс трофеј. То ће се наредни пут догодити тек 2015. (Бостон бруинси).
Крило ред вингса Далас Дрејк освојио је свој први трофеј у 16 година дугој професионалној каријери након чега је окончао своју играчку каријеру. Хенрик Зетерберг, крилни играч Детроит ред вингса, као најкориснији играч плејофа освојио је Кон Смајтов трофеј. Он и Сидни Крозби из Питсбурга поделили су прво место на листи играча са највише освојених поена у плејофу (27).
У трећој утакмици прве рунде Источне конференције између Њујорк ренџерса и Њу Џерзи девилса први пут смо видели интерпретацију новог правила. Наиме, док су ренџери имали два играча више, њихов крилни играч Шон Ејвери покушао је да заклони голмана ђавола Мартина Бродоера, окренут лицем ка њему машући рукама и палицом. Ово је окарактерисано као неспортско понашање па је Ејвери зарадио два минута искључења. Лига је након меча најавила да ће убудуће овакви поступци играча бити чешће кажњавани.

## Учесници плејофа
У плејоф су се пласирали шампиони свих шест дивизија и по пет најбољих екипа из сваке конференције на основу коначне табеле након завршетка регуларног дела сезоне 2007/08, укупно 16 тимова, по осам из сваке конференције. Тимовима су додељене позиције 1-8 на основу пласмана у својој конференцији.
Питсбург пенгвинси (Атлантик), Вашингтон капиталси (Југоисток), Монтреал канадијанси (Североисток), Детроит ред вингси (Централ), Сан Хозе шаркси (Пацифик) и Минесота вајлдси (Северозапад) били су шампиони својих дивизија по завршетку лигашког дела сезоне 2007/08. Детроит ред вингси су освојили и трофеј Президентс као најбоље пласирани тим лигашког дела такмичења (115 бодова).
Тимови који су се квалификовали за Стенли куп плејоф 2008. следе испод.
| Шампиони источних дивизија |                                    |        |
| #                          | Клуб                               | Бодови |
| (1)                        | Монтреал канадијанси (Североисток) | 104    |
| (2)                        | Питсбург пенгвинси (Атлантик)      | 102    |
| (3)                        | Вашингтон капиталси (Југоисток)    | 94     |
|                            |                                    |        |
| По пласману на Истоку      |                                    |        |
| #                          | Клуб                               | Бодови |
| (4)                        | Њу Џерзи девилси (Атлантик)        | 99     |
| (5)                        | Њујорк ренџерси (Атлантик)         | 97     |
| (6)                        | Филаделфија флајерси (Атлантик)    | 95     |
| (7)                        | Отава сенаторси (Североисток)      | 94     |
| (8)                        | Бостон бруинси (Североисток)       | 94     |

| Шампиони западних дивизија |                                 |        |
| #                          | Клуб                            | Бодови |
| (1)                        | Детроит ред вингси (Централ)    | 115    |
| (2)                        | Сан Хозе шаркси (Пацифик)       | 108    |
| (3)                        | Минесота вајлдси (Северозапад)  | 98     |
|                            |                                 |        |
| По пласману на Западу      |                                 |        |
| #                          | Клуб                            | Бодови |
| (4)                        | Анахајм дакси (Пацифик)         | 102    |
| (5)                        | Далас старси (Пацифик)          | 97     |
| (6)                        | Колорадо аваланши (Северозапад) | 95     |
| (7)                        | Калгари флејмси (Северозапад)   | 94     |
| (8)                        | Нешвил предаторси (Централ)     | 91     |

## Распоред и резултати серија
| Четвртфинала конференција (прва рунда) |

| Источна конференција | Источна конференција | Источна конференција | Источна конференција | Источна конференција |
| -------------------- | -------------------- | -------------------- | -------------------- | -------------------- |
| (1)                  | Монтреал канадијанси | 4-3                  | Бостон бруинси       | (8)                  |
| (2)                  | Питсбург пенгвинси   | 4-0                  | Отава сенаторси      | (7)                  |
| (3)                  | Вашингтон капиталси  | 3-4                  | Филаделфија флајерси | (6)                  |
| (4)                  | Њу Џерзи девилси     | 1-4                  | Њујорк ренџерси      | (5)                  |

| Западна конференција | Западна конференција | Западна конференција | Западна конференција | Западна конференција |
| -------------------- | -------------------- | -------------------- | -------------------- | -------------------- |
| (1)                  | Детроит ред вингси   | 4-2                  | Нешвил предаторси    | (8)                  |
| (2)                  | Сан Хозе шаркси      | 4-3                  | Калгари флејмси      | (7)                  |
| (3)                  | Минесота вајлдси     | 2-4                  | Колорадо аваланши    | (6)                  |
| (4)                  | Анахајм дакси        | 2-4                  | Далас старси         | (5)                  |

| Полуфинала конференција (друга рунда) |

| Источна конференција | Источна конференција | Источна конференција | Источна конференција | Источна конференција |
| -------------------- | -------------------- | -------------------- | -------------------- | -------------------- |
| (1)                  | Монтреал канадијанси | 1-4                  | Филаделфија флајерси | (6)                  |
| (2)                  | Питсбург пенгвинси   | 4-1                  | Њујорк ренџерси      | (4)                  |

| Западна конференција | Западна конференција | Западна конференција | Западна конференција | Западна конференција |
| -------------------- | -------------------- | -------------------- | -------------------- | -------------------- |
| (1)                  | Детроит ред вингси   | 4-0                  | Колорадо аваланши    | (5)                  |
| (2)                  | Сан Хозе шаркси      | 2-4                  | Далас старси         | (3)                  |

| Финала конференција |

| Источна конференција | Источна конференција | Источна конференција | Источна конференција | Источна конференција |
| -------------------- | -------------------- | -------------------- | -------------------- | -------------------- |
| (1)                  | Филаделфија флајерси | 1-4                  | Питсбург пенгвинси   | (4)                  |

| Западна конференција | Западна конференција | Западна конференција | Западна конференција | Западна конференција |
| -------------------- | -------------------- | -------------------- | -------------------- | -------------------- |
| (1)                  | Детроит ред вингси   | 4-2                  | Далас старси         | (2)                  |

| СТЕНЛИ КУП ФИНАЛЕ |                    |     |                    |       |
| (З-1)             | Детроит ред вингси | 4-2 | Питсбург пенгвинси | (И-2) |

| Шампиони 2008.                         |
| -------------------------------------- |
| Детроит ред вингси (једанаеста титула) |

## Статистика

### Тимови
| Клуб                 | ОУ | П  | И | ГД | ГП | ГДУ  | ГПУ  | ИВ   | ИМ   |
| -------------------- | -- | -- | - | -- | -- | ---- | ---- | ---- | ---- |
| Детроит ред вингси   | 22 | 16 | 6 | 72 | 41 | 3.27 | 1.86 | 18.9 | 85.7 |
| Питсбург пенгвинси   | 20 | 14 | 6 | 61 | 43 | 3.05 | 2.15 | 22.8 | 87.0 |
| Далас старси         | 18 | 10 | 8 | 45 | 41 | 2.50 | 2.28 | 18.9 | 82.9 |
| Филаделфија флајерси | 17 | 9  | 8 | 52 | 54 | 3.06 | 3.18 | 22.4 | 76.0 |
| Сан Хозе шаркси      | 13 | 6  | 7 | 30 | 32 | 2.31 | 2.46 | 14.3 | 75.0 |
| Њујорк ренџерси      | 10 | 5  | 5 | 31 | 27 | 3.10 | 2.70 | 14.3 | 79.2 |
| Монтреал канадијанси | 12 | 5  | 7 | 33 | 35 | 2.75 | 2.92 | 14.5 | 84.1 |
| Колорадо аваланши    | 10 | 4  | 6 | 26 | 33 | 2.60 | 3.30 | 20.8 | 77.3 |
| Бостон бруинси       | 7  | 3  | 4 | 15 | 19 | 2.14 | 2.71 | 10.0 | 90.9 |
| Вашингтон капиталси  | 7  | 3  | 4 | 20 | 23 | 2.86 | 3.29 | 22.9 | 77.8 |
| Калгари флејмси      | 7  | 3  | 4 | 17 | 19 | 2.43 | 2.71 | 27.3 | 80.6 |
| Минесота вајлдси     | 6  | 2  | 4 | 12 | 17 | 2.00 | 2.83 | 14.3 | 80.0 |
| Анахајм дакси        | 6  | 2  | 4 | 13 | 20 | 2.17 | 3.33 | 20.8 | 73.7 |
| Нешвил предаторси    | 6  | 2  | 4 | 12 | 17 | 2.00 | 2.83 | 8.7  | 88.5 |
| Њу Џерзи девилси     | 5  | 1  | 4 | 12 | 19 | 2.40 | 3.80 | 20.8 | 76.5 |
| Отава сенаторси      | 4  | 0  | 4 | 5  | 16 | 1.25 | 4.00 | 7.7  | 73.9 |

Статистика је преузета са званичног сајта НХЛ лиге.
(Легенда: ОУ-одигране утакмице; П-победе; И-изгубљене утакмице; ГД-дати голови; ГП-примљени голови; ГДУ-просек датих голова по утакмици; ГПУ-просек примљених голова по утакмици; ИВ-реализација играча више; ИМ-одбрана са играчем мање)